# چیپس لوبیا

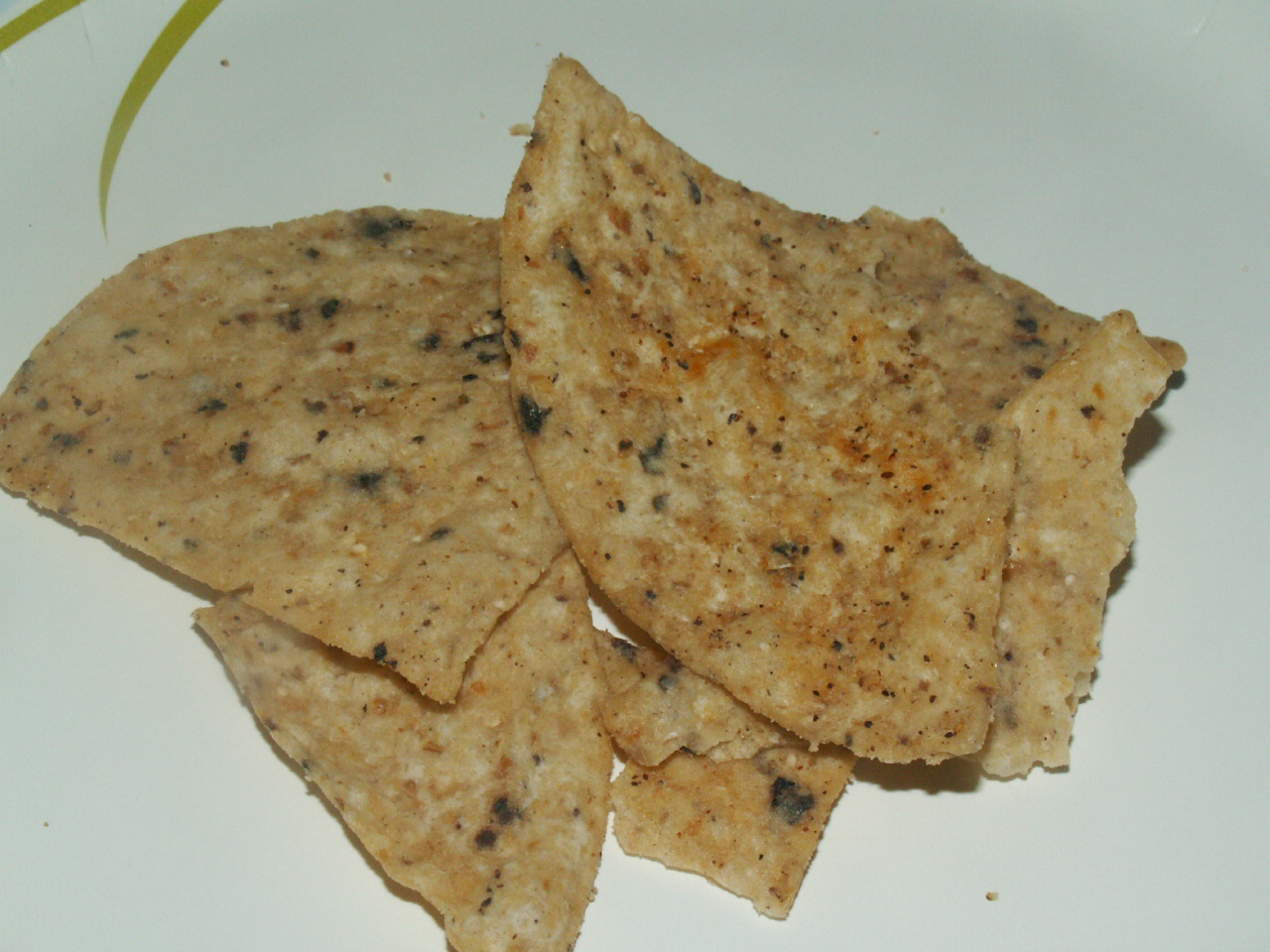
چیپس سیر و لوبی سیاه برند Tostitos

چیپس لوبیا چیپسی است که با استفاده از لوبیا به عنوان ماده اولیه تهیه می‌شود. چیپس لوبیا در مقایسه با چیپس ذرت و سیب زمینی فیبر و پروتئین بیشتری دارد. چیپس لوبیا ممکن است از انواع لوبیا و برنج مانند برنج قهوه ای، , لوبیا چیتی، لوبیا سیاه و لوبیا سفید تهیه شود.برخی از چیپس‌های لوبیا با استفاده از لوبیا سبز تهیه می‌شوند. آنها ممکن است از خمیر لوبیا که بخارپز شده، برش داده شده و سرخ شده تهیه شوند. آنها ممکن است به عنوان یک میان‌وعده مصرف شوند و ممکن است با انواع دیپ همراه باشند.

## روش‌های آماده‌سازی
چیپس لوبیا ممکن است سرخ شده یا پخته شود، و ممکن است چاشنی شود. در یک روش آماده‌سازی از لوبیاهای پوست کنده و خیس شده استفاده می‌شود که با روغن نباتی، نمک و یک عامل غلیظ کننده مخلوط می‌شوند. با استفاده از این روش، مخلوط به صورت خمیر در می‌آید که سپس بخارپز می‌شود و پس از آن خمیر برش داده می‌شود و تکه‌ها سرخ می‌شوند.

## چیپس لوبیا سبز
چیپس لوبیا سبز را می‌توان مخلوط با روغن زیتون و چاشنی‌ها تهیه کرد که روی یک تابه قرار داده و تا زمانی که ترد شوند، پخته می‌شوند. آنها ممکن است با خشک کردن انجمادی لوبیا سبز تهیه شوند که سپس در خلاء سرخ می‌شوند. در هر اونس (۳۰ ز) سرو، چیپس لوبیا سبز حاوی ۱۳۰ کالری، ۴٫۵ گرم چربی و ۵ گرم فیبر است.

## انواع تجاری
برخی از شرکت‌ها در ایالات متحده چیپس‌های لوبیا را برای خرید مصرف‌کننده، در طعم‌های مختلف، با مارک‌هایی از جمله Beanfields Bean Chips, The Good Bean, Inc. و Beanitos به تولید انبوه می‌رسانند. چیپس لوبیا تولید شده توسط The Good Bean, Inc. با لوبیا، سیب زمینی شیرین و کینوآ تهیه می‌شود.

## بیشتر خواندن
- - "Massey scientists' bean chips could be next big health snack". Manawatu Standard. April 3, 2015. Retrieved April 28, 2015.